# David Plana i Rusiñol
David Plana i Rusiñol (Manlleu, 27 de novembre de 1969) és un guionista de televisió, dramaturg, director teatral i script doctor. Llicenciat en Art dramàtic i arts escèniques a l'Institut del Teatre de Barcelona, va ser guionista de les sèries de televisió La Memòria dels Cargols, La Riera, Jet Lag, Moncloa ¿Dígame?, L'un per l'altre i Ventdelplà. També ha impartit tallers i seminaris de dramaturgia i de guió de televisió. El 2016 va ser autor i director de l'obra El bon pare al Teatre Borràs.
Entre d'altre premis, va rebre el Premi Revelació de la Crítica i Premi Crítica Serra d'Or de Teatre per l'obra de teatre Mala Sang l'any 1997. El 1998 li van donar el Premi Butaca de teatre, per l'obra de teatre Criatures. El 2001 va estar nominat als Premis Max, per l'obra La dona incompleta. El 2002 va guanyar el Premi Crítica Serra d'Or de teatre, per l'obra de teatre La dona incompleta. Aquell mateix any va rebre el Premi Butaca de teatre, per l'obra de teatre Després ve la nit. El 2012 va rebre el II Torneig de Dramatúrgia Catalana. Al mateix any també va fer una lectura dramatitzada a la Sala Timbre4 de Buenos Aires amb La casa del bosc. El 2015 és guardonat ex aequo amb el Premi Frederic Roda per l'obra Els encantats.